# Sui (Suizhou)
Sui  (en chino, 随; pinyin, Suí (escuchar)ⓘ) es un condado  bajo la administración directa de la Prefectura Suizhou en la Provincia de Hubei, República Popular China.  Su área es de 5542 km² y su población total para 2010 superó los 780 mil habitantes. 

## Administración
Desde octubre de 2022, el  Condado Sui  se divide en 19 pueblos administrados en poblados.

## Toponimia
El topónimo Sui [/suéi/] es en última estancia de lo queda de territorio de lo que alguna vez fue el Estado Sui (随国), un reino vasallo durante la dinastía Zhou en la cuenca del río Han, llamado así por el clan Sui (随氏) que lo fundó.